# Keresztényalmás
Keresztényalmás románul: Almașu Mic, település Romániában, Erdélyben, Hunyad megyében.

## Fekvése
Dévától délre fekvő település.

## Története
Keresztényalmás, Almás nevét már 1302-ben említette egy oklevél fl. Almas ... ad Almas néven, mikor a Keresztúr és Pestes közötti határt az Almás-patak mentén vonták meg, körülbelül Almás mai határáig. 1406–1519 között Déva vára tartozékai közt sorolták fel. 1475-ben az Almási, Felpestesi, Barcsai, Novaji, Csulai családok voltak Almás birtokosai. 1406-ban p. volahalis Alsoalmas, Kiristianus (Kristianus), 1472-ben Kerezthyen de Almas, 1475-ben p. Kerezthyenalmas, 1808-ban Almás (Keresztény-), 1861-ben Keresztény-Almás, 1913-ban Keresztényalmás néven írták.
A trianoni békeszerződés előtt Hunyad vármegye Vajdahunyadi járásához tartozott.
1910-ben 225 lakosából 212 román, 13 magyar volt. Ebből 212 görögkeleti ortodox, 12 református volt.

## Nevezetességei
Szent Miklósnak szentelt 18. századi fatemploma a romániai műemlékek jegyzékében a HD-II-m-B-03237 sorszámon szerepel.